# Peter Andersson (attore)
Ulf Harry Peter Andersson (Göteborg, 12 febbraio 1953) è un attore svedese.
È noto al pubblico italiano prevalentemente per l'interpretazione del sadico avvocato Nils Bjurman nella trasposizione cinematografica della trilogia di romanzi polizieschi Millennium e per l'interpretazione di uno spacciatore in Pusher - L'inizio (1996).

## Filmografia parziale
- Änglagård, regia di Colin Nutley (1992)
- Pusher - L'inizio (Pusher), regia di Nicolas Winding Refn (1996)
- Uomini che odiano le donne (Män som hatar kvinnor), regia di Niels Arden Oplev (2009)
- La ragazza che giocava con il fuoco (Flickan som lekte med elden), regia di Daniel Alfredson (2009)
- La regina dei castelli di carta (Luftslottet som sprängdes), regia di Daniel Alfredson (2009)
- Jack Ryan - L'iniziazione (Jack Ryan: Shadow Recruit), regia di Kenneth Branagh (2014)
- In ordine di sparizione (Kraftidioten), regia di Hans Petter Moland (2014)
- The Vatican Tapes, regia di Mark Neveldine (2015)
- Underworld: Blood Wars, regia di Anna Foerster (2016)

## Riconoscimenti
- Guldbagge
  - 2000 - Candidatura a miglior attore non protagonista per Noll tolerans
  - 2006 - Candidatura a miglior attore per Mun mot mun